# فيراري شيبارد
فيراري شيبارد (بالإنجليزية: Ferrari Sheppard)‏ هو صحفي أمريكي، ولد في 3 مارس 1983 في بروكلين في الولايات المتحدة.